# Десклот, Бернат
Бернат Десклот (кат. Bernat Desclot, исп. Bernardo d'Esclot; не позже 1240 — около 1288) — каталанский хронист и историк XIII века, предполагаемый выходец из рода Эскрива (исп. Escrivà) из виконтства de Castellnou в Руссильоне (Франция).

## Биография
О жизни его сохранилось очень мало документальных свидетельств. Несомненно он принадлежал к благородному сословию и по должности имел доступ к документам королевской канцелярии. Предпринималась попытка отождествить его с Бернатом Эскрива (исп. Bernat Escrivà), уроженцем королевства Валенсия, занимавшего важные посты при дворе Педро III Арагонского (1276—1285), в 1282 в канцелярии в Гандиа, а в 1283 году должность королевского казначея. При короле Альфонсо III Свободном (1285—1291) Эскрива достиг должности камергера (исп. camarero), и умер не позже 1289 года. Однако, данная гипотеза до сих пор не получила достаточных доказательств.
Не вызывает сомнений, что Десклот являлся свидетелем событий «Арагонского крестового похода» — вторжения войск французского короля Филиппа III Смелого в Каталонию в 1285 году, которое описал в своей хронике.
Известно, что в 1256 году он женился на Марте Рекаталин (исп. Marta Recatalinus) из Кабрилса (исп. Cabrils). У супругов было семь детей, но позже выяснилось, что один из мальчиков рожден от другого мужчины, и брак распался.

## Сочинения
Авторству Десклота принадлежит вторая, наиболее ранняя, из четырех больших хроник королевства Арагон (исп. El Libre del Rey en Pere d’Aragó e dels seus antecessors passats), известная также под названием «Хроника Берната Десклота». Она посвящена в основном временам правления Хайме I Завоевателя (1213—1276) и Педро III Арагонского (1276—1285).
Дата написания хроники, возможно, совпадает с описанным в ней завоеванием Педро Сицилии (1283), но описываются в ней события с 1137 по 1285 год. Каталонский историк Микель Колл-и-Аленторн делит произведение на три части, в соответствии с различной природой документальных источников: одна встроена в предыдущие главы о правлении Хайме I, другая, состоящая из описаний царствования этого короля, и третья, посвященная временам Педро III, личность которого изображается с явной симпатией, в традициях рыцарских романов, в которой, в частности, подробно описывается борьба Педро с вторгнувшимися в 1285 году в страну французами. 
В первой части, описывающей возникновение графства Барселонского, происхождение его правящей династии и подвиги Рамона Беренгера IV, Десклот использует в основном народные легенды и устные источники, в частности, из творчества бродячих певцов-хугларов. Вторая базируется на доступных автору документах, третья же опирается в основном на собственные воспоминания хрониста или его современников и очевидцев.
Помимо описания «Сицилийской вечерни» 1282 года и последовавшей за ней войны за остров между Арагоном и Карлом Анжуйским, значительный интерес представляют рассказы Берната о военной кампании в Пиренеях 1285 года, в ходе которой королю Педро удалось привлечь на свою сторону воинственных горцев-альмогаваров, а также действиях на море талантливого генуэзского адмирала на арагонской службе Руджеро ди Лауриа. 
Стиль, который использует Десклот как писатель, реалистичен и одновременно страстен и эпичен. Он явно старается проверять свои источники, очистив их от позднейших домыслов и наслоений.  Анонимным продолжателем его хроника была дополнена до 1325 года.
Впервые хроника Декслота была напечатана в 1616 году в Барселоне Рафаэлем Серверой под заглавием «История Каталонии» (кат. Historia de Cataluna); в 1793 году она издана была типографией Санча (исп. Sancha) в Мадриде. Комментированный французский перевод подготовлен был в 1840 году в Париже историком Жаном Александром Бюшоном для отредактированного им сборника «Иностранных хроник, касающихся французских походов XIII века» (фр. Chroniques Etrangeres Relatives Aux Expeditions Francaises pendant le XIIIe siecle), переизданного там же в 1841, 1860 и 1875 годах.